# Bassin océanique
Un bassin océanique est un terme générique qui désigne n'importe quel endroit sur Terre qui est recouvert d'eau de mer. Géologiquement, la plupart des bassins océaniques sont de grands bassins sédimentaires situés sous le niveau de la mer. L'océan est divisé en bassins suivant la répartition des continents : l'Atlantique Nord et Sud, le Pacifique Nord et Sud, l'océan Indien, l'océan Arctique et l'océan Austral. Chacun des bassins peuvent être subdivisés (ex. Mer du Labrador de l'Atlantique Nord).
On y retrouve des dépressions sous-marines de grandes tailles, pas nécessairement fermées sur tous leurs côtés. Se situant au-delà du plateau et du talus continental, il est formé de la plaine abyssale (4 000 à 6 000 m de profondeur) et la crête médio-océanique (2 000 à 3 000 m). Les plaines abyssales peuvent être délimitées par les fosses océaniques ou au contraire une dorsale océanique. Ils recouvrent près de 70 % de la surface terrestre. Ces bassins accumulent de nombreux dépôts, qui au fil du temps et des événements, se transforment en roches sédimentaire.

## Définition

### Frontières basées sur les continents
Dans « Limites des océans et des mers », publié par le Bureau hydrographique international de l'Organisation hydrographique internationale (OHI) en 1953, les bassins océaniques sont nommés par rapport aux limites continentales. Des sous-bassins subdivisent les bassins principaux, tels la mer Baltique (avec trois subdivisions), la mer du Nord, le golfe du Mexique, la mer de Chine méridionale, etc..
Les limites ont été fixées pour faciliter la compilation des instructions aux navires mais n'avaient pas de fondement géographique, physique ou politique. Par exemple, la ligne entre l'Atlantique Nord et l'Atlantique Sud est fixée à l'équateur. L'océan Antarctique ou océan Austral, qui s'étend de 60° sud jusqu'à l'Antarctique, avait été omis jusqu'en 2000, mais est désormais également reconnu par l'OHI. Néanmoins, comme les bassins océaniques sont interconnectés, de nombreux océanographes préfèrent se référer à un seul bassin océanique plutôt qu’à plusieurs.  
Des références plus anciennes (par exemple, Littlehales 1930) considèrent les bassins océaniques comme le complément des continents, l'érosion dominant ces derniers, et les sédiments ainsi dérivés aboutissant dans les bassins océaniques. Cette vision est corroborée par le fait que les océans sont situés plus bas que les continents, de sorte que les premiers servent de bassins sédimentaires qui recueillent les sédiments érodés des continents, appelés sédiments clastiques, ainsi que les sédiments de précipitation. Les bassins océaniques servent également de dépôts pour les squelettes d'organismes sécrétant du carbonate et de la silice, tels que les récifs coralliens, les diatomées, les radiolaires et les foraminifères. Des sources plus modernes (par exemple, Floyd 1991) considèrent les bassins océaniques davantage comme des plaines basaltiques que comme des dépôts sédimentaires, puisque la majeure partie de la sédimentation se produit sur les plateaux continentaux et non dans les bassins océaniques géologiquement définis.

### Définition basée sur la connectivité de surface

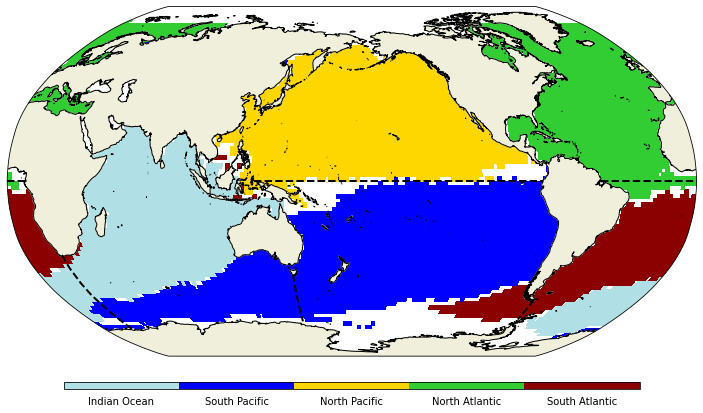
Bassins océaniques définis par Froyland et al. sur la base de la connectivité de surface. Les lignes pointillées noires indiquent les bassins tels que définis dans « Limites des océans et des mers ».

L'écoulement dans l'océan n'est pas uniforme mais varie avec la profondeur. La circulation verticale dans l'océan est très lente par rapport à l'écoulement horizontal et l'observation des profondeurs est difficile. Il est donc impossible de définir les bassins océaniques en se basant sur la connectivité de l'ensemble de l'océan (profondeur et largeur). En 2014, Froyland et al. ont défini les bassins océaniques en se basant sur la connectivité de surface.
Ceci est réalisé en créant un modèle de chaîne de Markov de la dynamique océanique de surface à partir de données de trajectoire à court terme issues d'un modèle de circulation générale océanique. Ces trajectoires sont celles de particules qui se déplacent uniquement à la surface de l'océan. Le résultat du modèle donne la probabilité qu'une particule à un certain point de la grille se retrouve ailleurs à la surface de l'océan. Avec le résultat du modèle, une matrice peut être créée à partir de laquelle les vecteurs propres et les valeurs propres sont extraits. Ces vecteurs propres montrent les régions d'attraction, c'est-à-dire les régions où les éléments à la surface de l'océan (plastique, biomasse, eau, etc.) sont piégés. L'une de ces régions est par exemple le vortex de déchets de l'Atlantique nord. Avec cette approche, les cinq principaux bassins océaniques restent l'Atlantique Nord et Sud, le Pacifique Nord et Sud et l'océan Arctique, mais leurs limites diffèrent. Ces limites montrent des lignes de très faible connectivité de surface entre les différentes régions, ce qui signifie qu'une particule à la surface de l'océan dans une région donnée a plus de chances de rester dans la même région que de passer à une autre.

## Variation historique

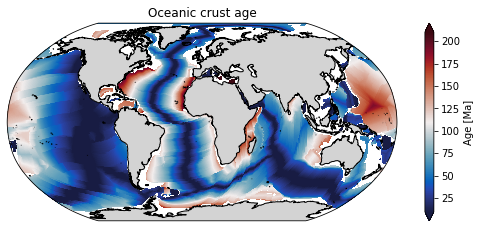
Ce graphique illustre l'âge de la croûte océanique. Le bleu indique la croûte la plus récente, le rouge la plus ancienne. Les lignes bleu foncé représentent les zones de rencontre des plateaux continentaux. (Source : Heine, C., Yeo, L. G., & Müller, R. D. (2015))

La superficie occupée par les différents bassins océaniques a fluctué par le passé, notamment en raison des mouvements des plaques tectoniques. Par conséquent, un bassin océanique peut évoluer activement en taille et/ou en profondeur, ou être relativement inactif. Les éléments d'un bassin océanique actif et en croissance comprennent une dorsale médio-océanique élevée, des collines abyssales flanquantes menant à des plaines abyssales et une fosse océanique.
Les changements de biodiversité, les inondations et autres variations climatiques sont liés au niveau de la mer et sont reconstitués à l'aide de différents modèles et observations (ex. l'âge de la croûte océanique). Le niveau de la mer est affecté non seulement par le volume du bassin océanique, mais aussi par le volume d'eau qu'il contient.
Les facteurs qui influencent le volume des bassins océaniques sont :
- Tectonique des plaques et volume des dorsales médio-océaniques : la profondeur du fond marin augmente avec la distance à une dorsale, à mesure que la lithosphère océanique se refroidit et s'épaissit. Le volume des bassins océaniques peut être modélisé à l'aide de reconstructions de la tectonique des plaques et d'une relation âge-profondeur ;
- Sédimentations marines : elles influencent la profondeur moyenne globale et le volume de l’océan, mais elles sont difficiles à déterminer et à reconstituer ;
- Marges passives et extensions crustales : pour compenser l'extension des continents due au rifting continental, la croûte océanique diminue, et donc le volume du bassin océanique. Cependant, l'augmentation de la superficie continentale entraîne un étirement et un amincissement de la croûte continentale, dont une grande partie se retrouve sous le niveau de la mer, entraînant ainsi une augmentation du volume du bassin océanique.

L'océan Atlantique et l'océan Arctique sont de bons exemples de bassins océaniques actifs et en croissance, tandis que la mer Méditerranée se rétrécit. L'océan Pacifique est également un bassin océanique actif et en déclin, malgré la présence de dorsales et de fosses océaniques. Le meilleur exemple de bassin océanique inactif est peut-être le golfe du Mexique, formé au Jurassique et qui n'a depuis cessé de collecter des sédiments. Le bassin des Aléoutiennes est un autre exemple de bassin océanique relativement inactif. Le bassin du Japon, en mer du Japon, formé au Miocène, est toujours tectoniquement actif, bien que les changements récents aient été relativement modérés.